# هالینا پتروسانیاک
هالینا پتروسانیاک (اوکراینی: Галина Іванівна Петросаняк؛ زادهٔ ۱۹۶۹) نویسنده، ترجمه اهل اوکراین است.